# South Park: Nem gyerekeknek való
A South Park (Nem gyerekeknek való) (eredeti cím: South Park: Not Suitable for Children) a South Park című amerikai animációs sorozat különkiadása, mely a Paramount+ streamingszolgáltató kínálatában jelent meg, és összességében a sorozat 327. epizódja. 2023. december 20-án mutatták be az Egyesült Államokban. Magyarországon a SkyShowtime mutatta be 2024. november 1-jén, magyar szinkronnal.
Ez az epizód az OnlyFans internetes weboldalt és az influencerek világát figurázza ki, beleértve Logan Paul-t és az általa forgalmazott Prime italokat. Az epizód kigúnyolja a nagyvállalatok azon hozzáállását is, hogy azzal takaróznak, hogy a termékeik nem gyerekeknek valók, tehát nem férhetnek hozzájuk, miközben célzottan őket keresik a marketing során.

## Cselekmény
A nyitó képsorokon a sorozathoz hasonló felirat látható: a következő film szexuális tartalmat ábrázol. A műsor rendkívül erotikus tartalma miatt gyermekeknek nem ajánlott. Az epizódban egyébként Randy rendszeresen látható deréktól alul meztelenül, kivillanó pénisszel.
Az iskolások körében elterjed a Cred nevű hidratáló ital, amelyet különféle influencerek népszerűsítenek, és amelyek esetében már önmagában a flakon birtoklása státuszszimbólum. Ha ez nem lenne elég, kiderül az egyik tanárról, Mrs. Streidelről, hogy erotikus videókat készít magáról az OnlyFans-re. Az iskolagyűlésen a szülők felháborodnak, mert a vezetés szerint semmi rendkívüli nincs abban, hogy egy legálisan elérhető szolgáltatást vesz igénybe a minimálbére kiegészítésére a tanárnő - csak Randy kapja fel a fejét, amikor megtudja, hogy ez havi tízezer dollár is lehet. Felkérik mindenesetre a szülőket, hogy beszéljenek a gyerekekikkel arról, amit láttak. Clyde-dal is beszélnek erről a szülei, de őt jobban érdekli az, hogy a szülei miért nem vesznek neki is Cred italt, mint a többieknek. Felháborodik, hogy ezt arra fogják, hogy tele van mesterséges adalékanyagokkal, különösen azért, mert Janice nem is az igazi anyja. Cartman indít egy saját klubot, egy "pajtipáholyt"  a Cred-fogyasztás köré, hogy magukat még kiváltságosabbaknak éreztessék, és beveszi Butterst és Tweeket, valamint Clyde-ot is, aki megjátssza, hogy ő is issza. Feketén, Nathantől szerez egy üres flakont, mert másra nincs pénze, és almalevet önt bele. Hamar lebukik, és emiatt az egész klub megszégyenül. Csak egyféleképpen állíthatják vissza a renoméjukat: ha szereznek egy-egy üveggel a rendkívül ritka Mega Cred italból, amit a coloradói Pueblóban fognak osztogatni. A helyen azonban több ezer gyerek gyűlt össze, és hamar tömeghisztéria alakul ki. Osztálytársuk, Spencer Hollis a szemük láttára menekül el több flakonnal is, ők pedig ott maradnak a romokban heverő áruházban. Rájönnek, hogy valamennyiüket manipulálták, mégpedig az influencerek, ezért elhatározzák, hogy megkeresik Clyde influencerét, Logan Lötyőt. El is mennek hozzá, aki egy motelben bújkál, és azt mondja kétségbeesetten, hogy ő sem issza a Credet, és ő is csak egy kis darabja egy hatalmas hazugságnak - a Cred csak a nézettségért van, az igazi szponzorai sokkal hatalmasabbak. De nem tudja elmondani, kik ők, mert egy mesterlövész végez vele.
Eközben Randy elindítja a saját OnlyFans-oldalát, ahol derék alatt meztelenül látható, Sharon bosszúságára. Miután a kérésére sem hagyja abba a dolgot, Sharon úgy dönt, ő is indít egy saját oldalt, és sokkal több feliratkozót szerez, mint ő. Felhívja az ügyfélszolgálatot, akik azt javasolják neki, hogy optimalizálja a keresési eredményeket, azaz szerepeltessen a videóiban mostanában felkapott dolgokat. Ezért ő is Credet kezd el szerepeltetni bennük, ami miatt Sharon aggódni kezd, mert így kisgyerekek is láthatják a meztelenkedését. Miután egy ügynök azt mondja neki, hogy a szponzorok licitálni szoktak egymásra, hogy aki közülük a legjobb ajánlatot adja, az hirdethet a videóiban, Randy részt vesz egy ilyen aukción, hogy "megverje az asszonyt". Az esemény olyan, mintha egy rabszolgavásáron licitálnának az influencerekre, akik nem is értik, mit kellene tenniük - ezért azt mondják nekik, hogy csak csinálják a videóikat és tegyék azt, amit a szponzorok mondanak nekik. Rá senki nem akar licitálni, ám ekkor rajtaüt a rendezvényen az FBI. Letartóztatják kiskorú veszélyeztetéséért és mert kiskorúaknak mutatott be pornográf anyagot, akik elkezdték őt utánozni. Még fényképeket is bemutatnak neki róluk, amelyeken "nagyon mélyre süllyedt fiúk" láthatók (pucérkodó bányászok, angol szójáték, Minors-Miners). Ennek hatására Randy megtörik és együttműködik a hatóságokkal.
Az FBI rajtaüt a Logan Lötyővel végző mesterlövészen, aki csak egy ember a láncolatban, így nem tudják meg, kinek dolgozott. Randy kidobja az összes Credet, mert rájött arra, hogy a közösségi média és az influencerek világa nem a gyerekeknek való - akiknek tudnia kell, hogy mindig is ők lesznek a célpontok. Azt mondja a fiúknak, hogy valaki mindig hatni akar rájuk, és fel kell tenniük a kérdést, hogy ki az, aki a leginkább. Clyde rájön, hogy Janice volt az, aki fizette az influencerét hónapokon keresztül, hogy hasson rá. Janice bevallja, hogy a Crednek az volt a szerepe, hogy felkeltse a figyelmet, miközben tiltotta is, mert így többet tudtak beszélni és kapcsolódni. Clyde végül az anyjának hívja Janice-t, de közli azt is vele, hogy "baszódjon meg".
Másnap az iskolában Cartmanék úgy vágnak vissza, hogy bemutatnak négy flakon különlegesen ritka Credet, amit a Randy által kidobásra ítéltek közül szereztek.

## Kulturális utalások, kontextus
Ebben az epizódban megfigyelhető egy jelentős változtatás a mellékszereplőkkel kapcsolatban. A sorozat kezdeti időszakában a háttérben szereplő diákok mind egyformák voltak, szinte csak a ruházatukban tértek el egymástól. A tizenkettedik évadban bekerült közéjük néhány új karakter, ebben az epizódban pedig rengeteg új jelenik meg, a meglévőek pedig szintén kaptak egy felfrissített ábrázolásmódot.
Az epizód fő témáját jelentő Cred energiaital a Prime energiaital paródiája, még a betűtípusuk is megegyezik. Alkotója, Logan Paul paródiája az epizódban megjelenő Logan Lötyő. AZ "I Got Cred, Bitches" című dal egy utalás a 2023 májusában a TikTokon elhíresült "We Got Prime, Boys" című dalra.
Az epizód másik témája az OnlyFans, illetve az az Egyesült Államokban elszaporodó jelenség, hogy tanárok tucatjait kellett elbocsátani az iskolákból, mert saját oldalt indítottak. Randy Marsh többször látható kivillanó pénisszel, miközben a női meztelenség legfeljebb csak érintőlegesen kerül szóba. Ez kifigurázza azt a tendenciát, mely szerint a felnőtteknek szóló műsorokban a férfiak teljes meztelenségének ábrázolásában semmi kivetnivalót nem látnak, a nők esetében azonban meglehetősen szégyenlősek.
A Pueblóban rendezett Cred-eseményen kitört tömeghisztéria egy utalás a 2023. augusztus 4-én New York Cityben történtekre, amikor Kai Cenat streamer és influencer PlayStation 5-öket osztogatott, és a rendezvény káoszba fulladt. Cenat-t később a gyülekezési jog megsértése és rendbontás miatt vonták eljárás alá.
Cartman egy saját csoportot alapít a Cred ital köré, amely meglehetősen gyakori az Egyesült Államokban, és általában közös érdeklődési kör vagy háttér alapján szerveződnek. Az epizód vetítésekor ezek a csoportok sok kritikát kaptak, ugyanis több helyen kifejezetten úgy alakultak, hogy a fehér diákokat kihagyták belőlük.
Az epizódban szereplő Mrs. Streidel a hetedik évad "A WC papír bűntény" című epizódjában szerepelt utoljára. Clyde vér szerinti anyja, Besty pedig a "Vécéperánsz" című részben halt meg.

## Fordítás
- Ez a szócikk részben vagy egészben  a   South Park (Not Suitable for Children) című angol Wikipédia-szócikk ezen változatának fordításán alapul.  Az eredeti cikk szerkesztőit annak laptörténete sorolja fel. Ez a jelzés csupán a megfogalmazás eredetét és a szerzői jogokat jelzi, nem szolgál a cikkben szereplő információk forrásmegjelöléseként.